# Antonina (Byzanz)
Antonina (* um 495; † nach 565) war die Ehefrau des oströmischen Feldherrn Belisar. Sie war die Tochter eines Wagenlenkers und einer Hetäre und wird in den Quellen als schön und klug, aber auch als ausschweifend beschrieben. Sie war auch eine Freundin und Vertraute der Kaiserin Theodora. Antonina half dabei, Belisar den Weg zu seiner hohen Stellung im Heer zu bahnen und blieb oft an seiner Seite. Sie war wohl etwa zehn Jahre älter als er, was bedeutet, dass sie um 495 geboren sein dürfte. Sie hatte bereits einige Kinder und unterhielt während ihrer Ehe mit Belisar mehrere Verhältnisse, so sogar zu ihrem Adoptivsohn Theodosios, dem sie nach Prokopios von Caesarea absolut verfallen war. Auch wenn Prokops Anekdota mit Vorsicht zu genießen sind, dürfte doch einiges von dem Gesagten zutreffen.
Einer ihrer Söhne, Photios, der als fähiger Soldat galt und unter Belisar gedient hatte, berichtete diesem von der Affäre seiner Mutter. Belisar und Photios ließen daraufhin Theodosios wegbringen, doch griff Theodora ein und rettete ihn; Photios selbst, dem Belisar nicht zu Hilfe kam, musste ins Kloster gehen. Im Jahre 562 trafen auch Antonina die Folgen der gegen Belisar vorgebrachten (und wohl falschen) Anklagen; nach dessen Tod 565 stiftete Antonina aus dem ihr zugefallenen Vermögen ein Kloster.